# Balzenbach (Hemsbach)

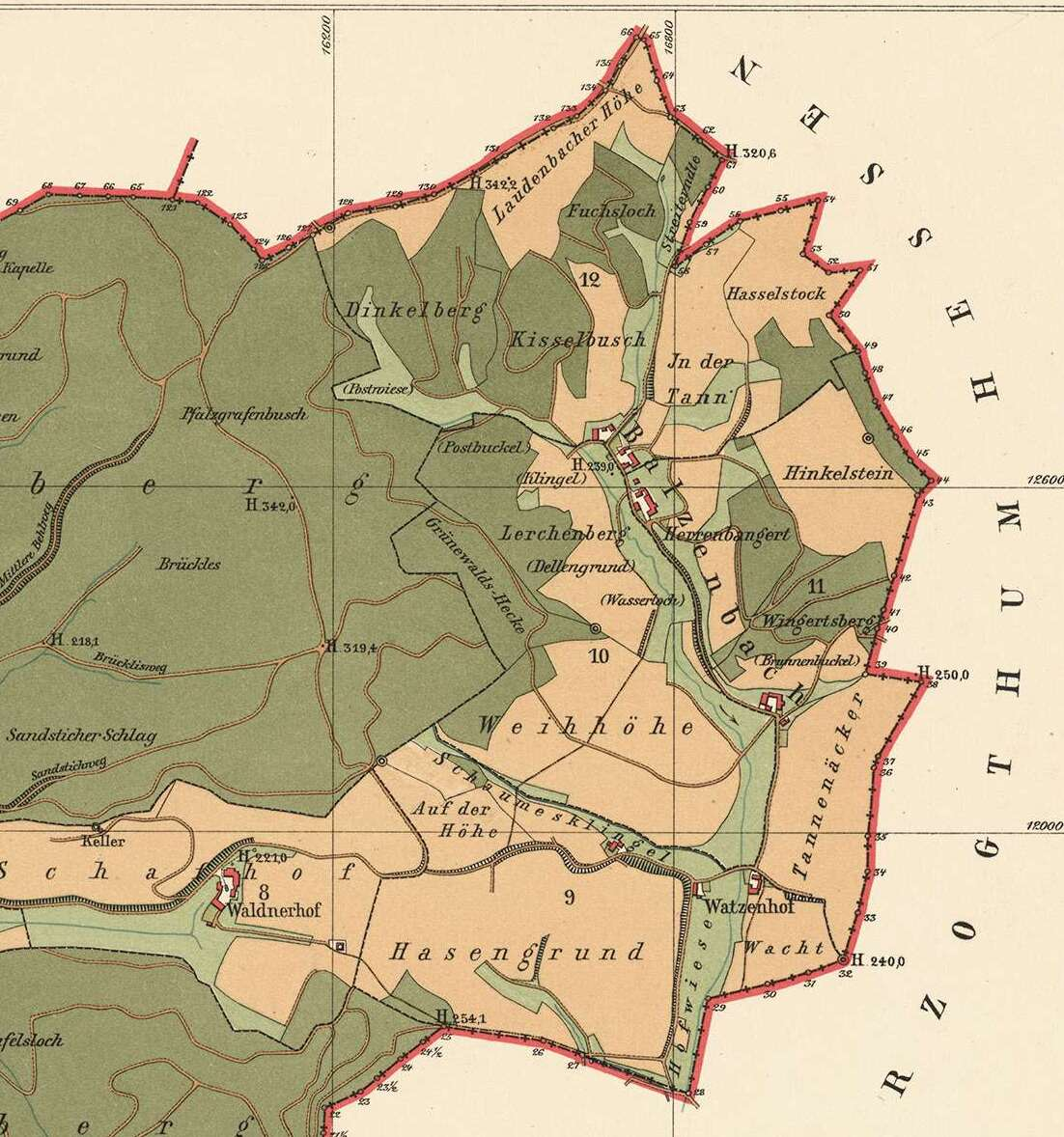
Balzenbach auf einer Karte von 1888

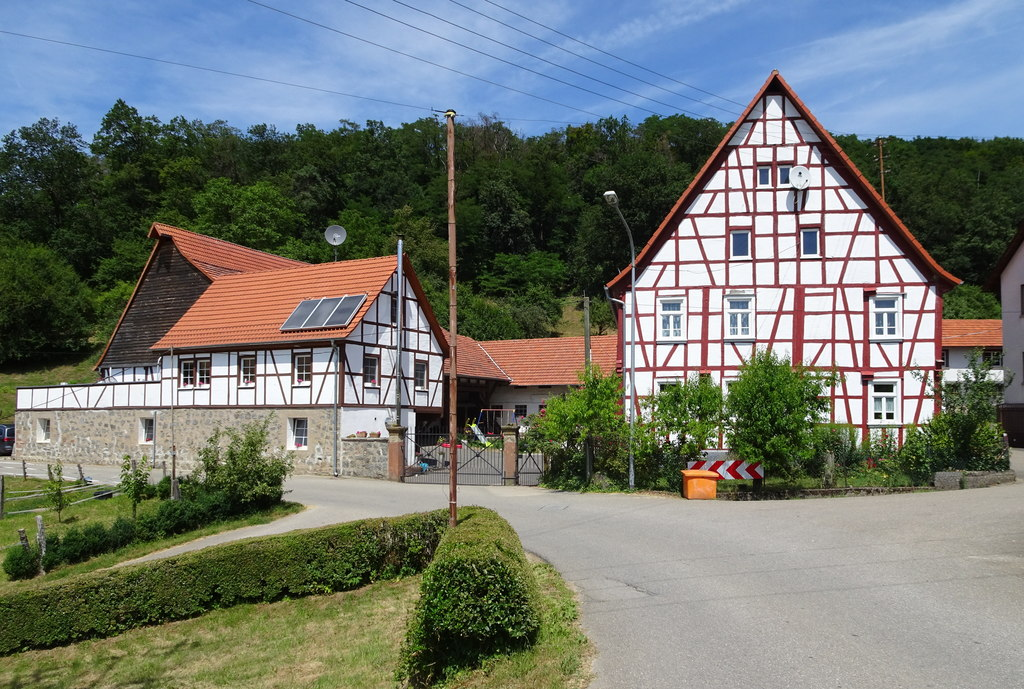
Blick auf den Eck´schen Hof (2019)

Balzenbach ist ein Wohnplatz im Nordwesten von Baden-Württemberg auf dem Gebiet der Stadt Hemsbach im Rhein-Neckar-Kreis.

## Geographie
Der Weiler Balzenbach liegt im südwestlichen, kristallinen Odenwald am Oberlauf eines gleichnamigen Baches, der von hier nach Süden fließt, um in einen Nebenfluss der Weschnitz zu münden. Während im Norden, Osten und Süden der hessische Landkreis Bergstraße angrenzt, ist Hemsbach im Westen über eine Höhe erreichbar.

## Historisches
Ende des 12. Jahrhunderts wurden 4 Hufen zu Watzenhowe erwähnt. Gemeint ist der Watzenhof, der am südlichen Ende des Weilers liegt. Ab etwa 1400 bürgerte sich der Name Balzenbach ein. Als Ort der Kurpfalz bildete es ein Lindenfelser Burglehen an die Herren von Handschuhsheim. Nachdem sie 1600 ausgestorben waren, verblieb die Ortsherrschaft bei der Kurpfalz. Ebenfalls Anteile am Ort hatten die Familien Landschad und Wambolt, die es zur Zent Birkenau zählten. Hintergrund der unterschiedlichen Zugehörigkeiten dürfte sein, dass das Tal aus zwei verschiedenen Richtungen besiedelt wurde. Letztlich setzte sich die Kurpfalz durch, woraus die Zugehörigkeiten zur Schriesheimer Zent und zu Hemsbach resultierten. Versuche, eine eigenständige Gemeinde zu werden oder zumindest eine Gemarkung zu bekommen, hatten keinen Erfolg und wurden 1853 aufgegeben.
Nach der Auflösung der Kurpfalz und dem Anfall an Baden 1804 gab es Proteste der Wambolt gegen die badische Landeshoheit, die aber verstummten, nachdem Balzenbach nachträglich dem Amt Weinheim zugeteilt wurde.
Einer der Höfe ist der Eck´sche Hof. Historisch bedeutsam ist er, weil das 1670 erbaute Wohnhaus noch in wesentlichen Teilen erhalten geblieben ist.

## Verkehr
Durch Balzenbach verläuft die Kreisstraße 4128, die zur hessischen Landesgrenze führt. Sie findet ihre südliche Fortsetzung in der Kreisstraße 208 nach Nieder-Liebersbach.